# Paul Gibaud
Pour les articles homonymes, voir Gibaud.
Paul Gibaud a été un militant syndicaliste des PTT entre les deux guerres mondiales. De 1927 à 1931, il a été secrétaire général de la Fédération nationale des travailleurs des PTT-CGT. Né le 12 avril 1883 à Argenton-sur-Creuse (Indre), il est mort à Paris le 20 avril 1955.

## Esquisse biographique
Fils d'un postier, Paul Gibaud  est entré aux Postes et Télégraphes par la voie du concours des "commis", et c'est à Paris qu'il est nommé. Il aurait été déjà syndicaliste à Chateauroux, avant de connaître le bouillonnement du syndicalisme postier des années précédant la première guerre mondiale. L'état des connaissance ne permet pas d'affirmer sa participation aux grèves des postes de 1909, mais elle est probable. Ayant rejoint son département natal, où il s'affirme comme un dirigeant syndicaliste, il revient à Paris en 1926, pour prendre des responsabilités nationales dans le Syndicalisme français des PTT.
Secrétaire général adjoint de la Fédération postale-CGT en 1926, il est élu l'année suivante secrétaire général de cette fédération qui tient une place importante dans la CGT, divisée depuis 1922 entre "unitaires" de la CGTU essentiellement communiste, et "confédérés" de la CGT de Léon Jouhaux. À ce titre, Paul Gibaud participe aux Congrès nationaux (1927, 1929) de la centrale syndicale. Au sein du syndicalisme postier, divisions catégorielles et conflits personnels provoquent des changements  dans la direction de la fédération postale et il semble que dès 1930 Paul Gibaud ait laissé le secrétariat général de la fédération pour s'investir dans des organismes étatiques consultatifs, où les syndicalistes pragmatiques (que certains nomment réformistes) siègent aux côtés de fonctionnaires de l'État et de patrons: tel est le cas du Conseil national économique.

## Le Résistant
Militant socialiste en même temps que syndicaliste, Paul Gibaud participe dès la mise en place de ce mouvement de Résistance aux activités de Libération-Nord, qui regroupe nombre de syndicalistes socialistes  autour de Christian Pineau et Robert Lacoste. Ce mouvement de Résistance le propose, dans le cadre de la désignation par le Gouvernement Provisoire de la République des futurs dirigeants des institutions étatiques, au poste de Préfet de l'Yonne. Paul Gibaud arrive dans ce département quelques semaines avant la Libération et prend effectivement ses fonctions le 19 août 1944. Il entre dans la ville-préfecture Auxerre libérée le 24 août avec les chefs de la Résistance départementale. Dans les moments troublés du changement des pouvoirs locaux et de la mise en place des nouvelles autorités, il fait preuve d'une efficacité et d'ouverture unanimement saluées. Il prend sa retraite en juin 1946.